# Dawid (król Makurii)
Dawid (arab. Dawud) –‬‭ król Makurii w Nubii w latach około 1268–1276.
Był siostrzeńcem niewidomego króla panującego w Dongoli Abu al-Izz Murtaszkara. Pozbawił go tronu i uwięził. Synowie Murtaszkara zostali wypędzeni. Poprosili o pomoc sułtana Egiptu Bajbarsa. W 1272 wojska nubijskie Dawida napadły na Ajzab. W odwecie egipski gubernator Kus dokonał we wrześniu 1272 najazdu na pogranicze nubijskie leżące o 20 dni drogi od Dongoli (na północ od Assuanu). Bratanek Dawida był jego bratanek Szakanda poprosił Egipt o pomoc. Bajbars wyprawił ekspedycję mameluków w celu poparcia roszczeń pretendenta. 31 marca 1276 doszło do starcia pod Dongolą, gdzie armia nubijska została pokonana. Dawid przeprawił się przez Nil  i zbiegł na południe do Al-Abwabu, porzucając swoją matkę, siostrę i siostrzenicę. Mamelucy osadzili na tronie Szakandę. Dawid wkrótce został wydany sułtanowi jako więzień. Interwencja egipska miała na celu zmianę statusu królestwa Makurii. Od tego czasu rozpoczęła się epoka próby kontroli Nubii przez Egipt za pomocą marionetkowych władców. 